# 竹内佳菜子
竹内 佳菜子（たけうち かなこ、1990年10月14日 - ）は、日本のモデル、女優、タレント。スプラッシュ所属。

## 来歴
秋田県出身。駒澤大学法学部卒業。
2012年4月からTBS『王様のブランチ』レポーターとなり、2016年3月までの4年間務める。
2017年、ドラマ｢マグマイザー｣（BSスカパー!）でヒロインの永宮かおる役を演じる｡
2018年3月に『週刊ポスト』で自身初となるグラビアを、4月に『週刊プレイボーイ』17号の袋とじグラビアでセミヌード姿を披露した。

## 人物
- 中学時代は剣道部、高校時代は陸上部で円盤投げの選手だった[2]。
- 運動好きであったため、ブランチレポーター時代はアクティブなロケを担当することが多く、成田山新勝寺で行われている火渡り修行を、ふかわりょうらと体験リポートに行った際には、辛すぎて泣いてしまった姿が放送された。
- 東京ヤクルトスワローズのファン。
- 趣味は、映画鑑賞、写真撮影、読書、旅行。特技は、円盤投げ、駅伝。
- 取得資格は、剣道初段、観光特産士[3]。
- 身長166cm。スリーサイズB80cm、W61cm、H84cm。靴サイズ24cm。

## 出演

### テレビドラマ
- マグマイザー（2017年5月10日 - 6月7日、BSスカパー!） - ヒロイン：永宮かおる 役
- 検事・朝日奈耀子（テレビ朝日） - 記者 役
- 7つの習慣 読村教授の華麗なる特別講義（BS-TBS） - 生徒 役
- 電影少女（2018年、テレビ東京）
- あまんじゃく（2018年9月24日、テレビ東京）
- 日曜プライム 終着駅シリーズ35（2019年） - 山岡夏子
- 僕はどこから（2020年、テレビ東京）

### 映画
- スタートアップ・ガールズ（2019年9月6日、プレシディオ)

### テレビアニメ
- SHAMAN KING（2021年9月9日、テレビ東京 他） - エリザ・ファウスト 役
- もっと!まじめにふまじめ かいけつゾロリ（2022年8月10日、NHK Eテレ） - ドルポンド夫人、CMのナレーター 役
- 銀河英雄伝説 die neue these　- ケンプ夫人 役
- 進撃の巨人（2021年3月、NHK総合） -コルト母 役
- MFゴースト（2023年10月、TOKYO MXほか） - セコンドE、女性ランナー、おばさん2 役

### Webアニメ
- 雪ほどきし二藍（2022年）
- PLUTO（2023年、ナレーション）

### バラエティ
- 王様のブランチ（2012年4月7日 - 2016年3月26日、TBS）
- 駆け込みドクター!運命を変える健康診断（TBS）
- カイモノラボ（2017年 - 、TBS）

### TVCM
- マクドナルド「ミニオンズホルダー」篇 母親役（2021年）
- パナソニック「ナノイーXエアコン 父と娘篇」娘役（2021年 - ）
- ロート製薬 「アクネロジー・ラクロス部/日本の肌に」篇
- コンビ「みんなでTRY」篇
- リクルート「HOT PEPPER 春もイッパイカンパイ！プロジェクト」篇
- 森永乳業 ビヒダスヨーグルト（2012年）
- SEGA ファンタシースターオンライン2
- ヤマザキビスケット チップスター（2016年 - ）
- 武田コンシューマーヘルスケア「武田のユーグレナ・緑の習慣DHA-EPA」

### スチール
- 任天堂 スチールオール
- 東芝 「東芝のエレベーター」
- ニコン 総合カタログ
- SUZUKI 「ラパン」

### WEB
- サントリー「BOSS」（2021年 - ）
- BMW×MIN「BMW自動車保険」（2022年 - ）
- ダイハツ「新型タフト」（2020年 - ）
- 日本マイクロソフト Office 応援隊
- 三菱東京UFJ銀行  三菱東京UFJ-VISAデビット「Dr.デビットの実験」篇
- サントリー 「のんある気分」
- Azur TSUCHIURA Wedding House
- 鉄道会館「GRANSTA」（2017年）
- PR TIMES「PR TIMESとは」
- 塚田農場（2018年）

### ランウェイ
- 東京ランウェイ（2014S/S）

### その他
- CEATEC JAPAN 2017（NEC）
- 東京モーターショー2019（三菱自動車工業）
- ゲーミングPC「One GX1」ONE-NETBOOK（代理店･株式会社テックワン）2020.7[4]
- ミスグランドジャパン 2022 メイン司会